# Université Aalto
Pour les articles homonymes, voir Aalto.
L'université Aalto (en finnois : Aalto-yliopisto, en suédois : Aalto-universitetet) est une université finlandaise créée le 1er janvier 2010 par la fusion de l'université technologique d'Helsinki, de l'école supérieure de commerce d'Helsinki et de l'école supérieure des Arts et métiers.
Elle doit son nom à l'architecte Alvar Aalto.

## Campus
Le campus de l'université Aalto est situé à Otaniemi à Espoo. Avant 2018, l'école supérieure de commerce était situé sur le campus de Töölö à Helsinki et l'école d'art, de design et d'architecture était situé sur le campus d'Arabianranta à Toukola, Helsinki. Le programme BScBA International Business est organisé sur le campus à Mikkeli.

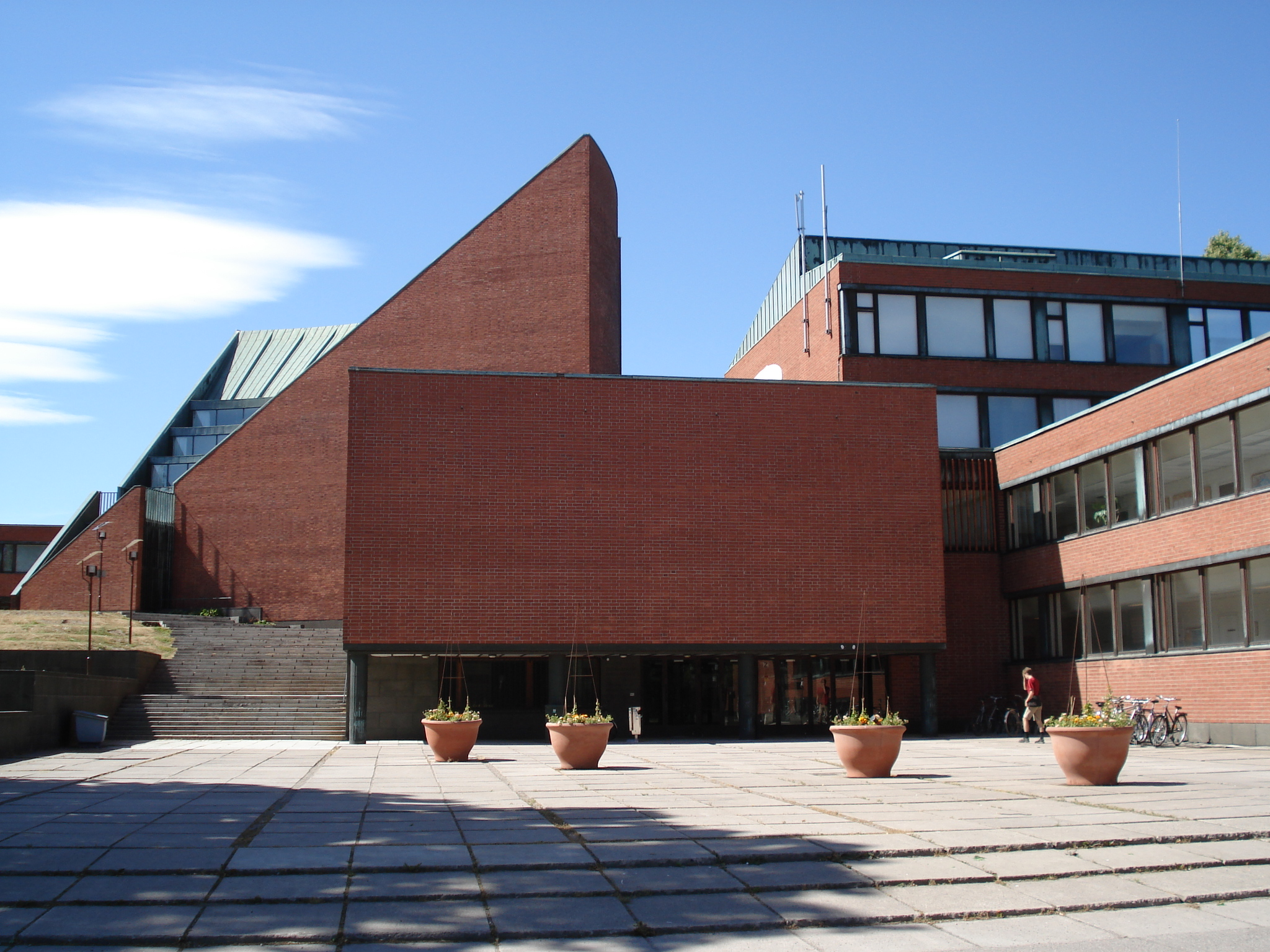
Bâtiment principal de l'université Aalto, Campus d'Otaniemi.
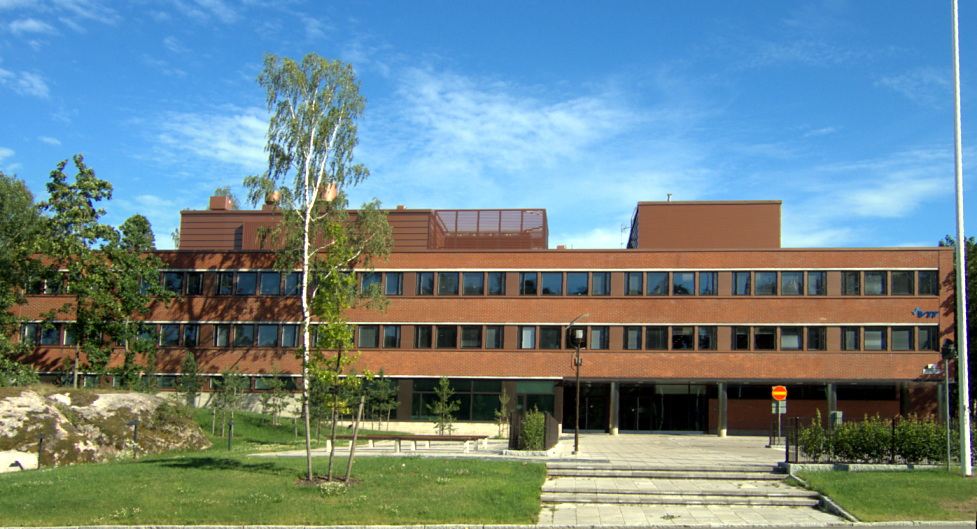
Le siège du VTT à Otaniemi.
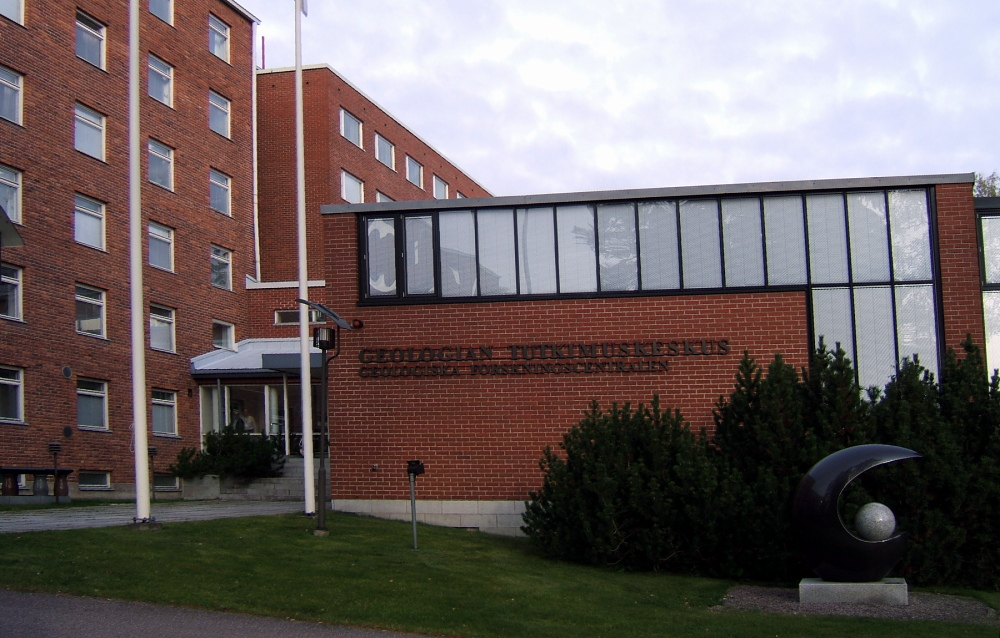
le Bâtiment du centre de recherche en géologie à Otaniemi.
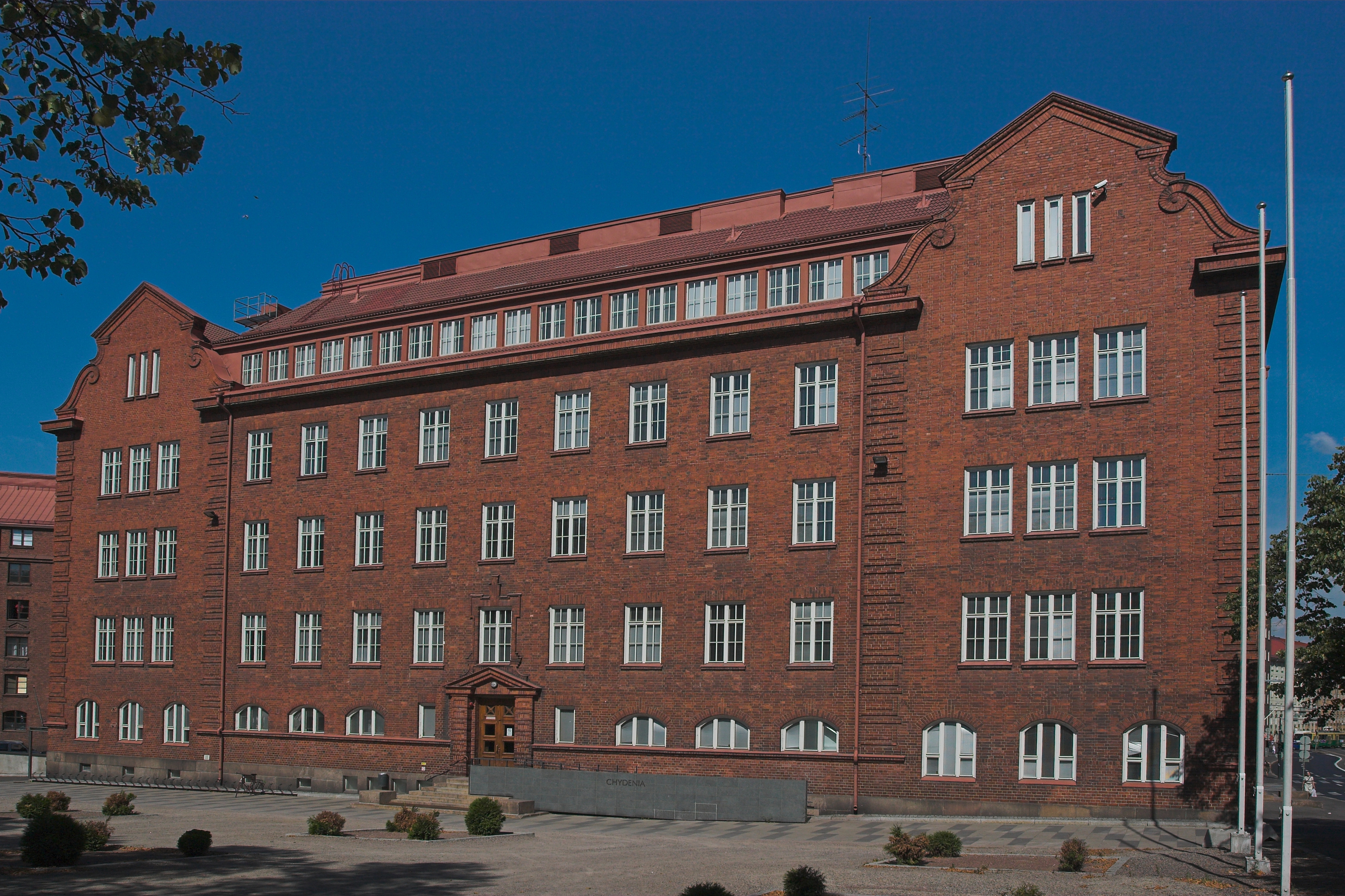
Le bâtiment Chydenia sur l'ancien campus de l'école de commerce à Töölö.
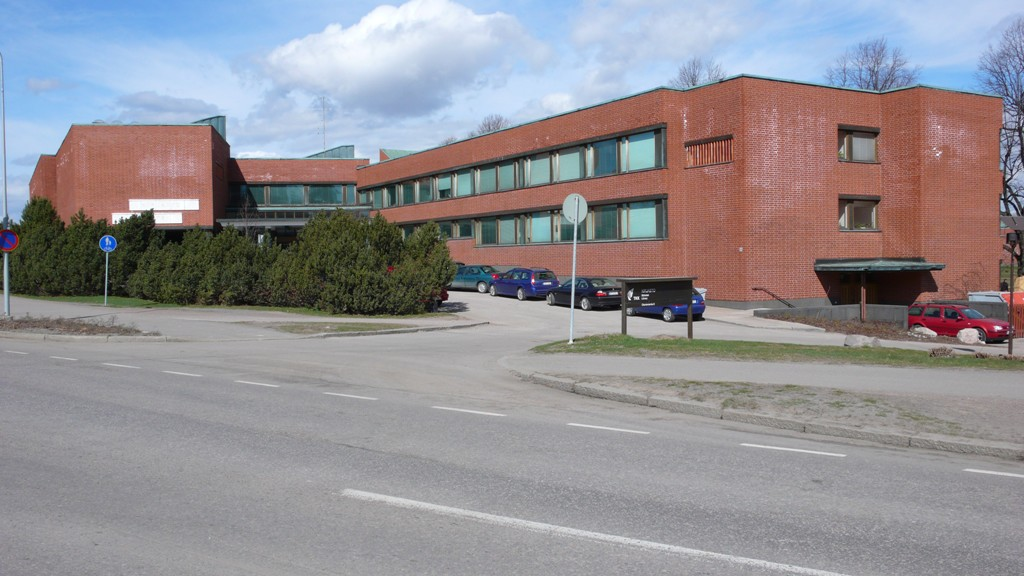
La bibliothèque principale.

## Organisation
L'université est composée de six écoles:

### Écoles supérieures
Depuis début 2011, l'université est organisée en 6 écoles supérieures autonomes et qui coopèrent sur des projets de recherche et d'enseignement.
1. École supérieure Aalto d'art, de design et d'architecture d'Helsinki (Aalto ARTS)[3]
2. École supérieure de commerce de l'université Aalto (Aalto BIZ)[4]
3. École supérieure de Génie chimique (Aalto CHEM)[5]
4. École supérieure de Génie électrique (Aalto ELEC)[6]
5. École supérieure d'ingénierie (Aalto ENG)[7]
6. École supérieure de Sciences (Aalto SCI)[8]

### Autres unités et instituts
- Centre Aalto pour l'entrepreneuriat [9]
- Société Aalto de l'entrepreneuriat (Aaltoes)
- Bibliothèque de l'université Aalto
- Factories – Réseaux collaboratifs interdisciplinaires[10]
- Institut Aalto des sciences[11]
- Institut pour les technologies de l'information de Helsinki[12]
- Institut de physique d'Helsinki (fi)[13]
- Observatoire de Metsähovi

## Recherche et innovation

### Domaines de recherche
En 2019, les domaines de recherche stratégiques de l'université sont :
- TIC et numérisation
- Matériaux et utilisation durable des ressources naturelles
- Création de connaissances en art et design
- Dynamiques du commercial mondial
- Solutions énergétiques avancées
- Milieux de vie centrés sur l'homme
- Santé et bien-être

### Centres d'excellence
L'université Aalto est partenaire de sept centre d'excellence (finnois : huippuyksikkö), sélectionnées par l'académie de Finlande pour développer la recherche de très haut niveau. L'académie de Finlande finance ces centres pour des projets spécifiques.
les centres d’excellence sont actuellement,:
- Centres d'excellence 2014-2019:
  - Professeur Olli Ikkala: Centre d’excellence en ingénierie moléculaire des matériaux hybrides biosynthétiques
  - Professeur Juha Hyyppä, Centre d'excellence en recherche sur le balayage laser
- Centres d'excellence 2018-2025:
  - Professeur Matti Lassas, Centre d’excellence en modélisation et imagerie inverses.
  - Professeur Jaan Praks, Centre d’excellence en recherche sur l'espace durable.
  - Professeur Jukka Pekola, Centre d’excellence en technologie quantique
  - Professeur Kalevi Mursula, Centre d’excellence en recherche sur la variabilité solaire à long terme et ses effets

## Réseaux universitaires
- BALTECH[18]
- CESAER[19]
- CLUSTER[20]
- Cumulus[21]
- GE4[22]
- TII[23]
- TIME[24]
- PIM[25]
- SEFI[26]
- ECLAS[27]
- EAIE[28]
- CEMS[29]
- EUCEN[30]
- UCPori

## Histoire
Le 1er janvier 2010, l'université technologique d'Helsinki fusionne avec l'école supérieure d'art, de design et d'architecture d'Helsinki et l'École supérieure de commerce d'Helsinki pour former l'université Aalto.
En 2011, l'université technologique d'Helsinki est réorganisée en 4 écoles supérieures techniques de l'université Aalto :
- École des sciences de l'ingénieur de l'université Aalto,
- École de génie électrique de l'université Aalto,
- École d'automatique de l'université Aalto,
- École des sciences fondamentales de l'université Aalto.

## Personnalités liées à l'université

### Étudiants

#### École de commerce
- Tung Bui, acteur
- Jukka Härmälä, conseiller des mines
- Jussi Pajunen, maire d’Helsinki
- Tero Tiitu, joueur de floorball
- Erkki Tuomioja, politicien
- Mika Vehviläinen, Directeur

#### École supérieure d'art, de design et d'architecture
- Pauli Aalto-Setälä, directeur
- Umayya Abu-Hanna, journaliste et politicien
- Aleksi Bardy, producteur de films
- Elina Brotherus, photographe
- Kaj Franck, designer
- Klaus Härö, cinéaste
- Inka Kivalo, artiste textile
- Mauri Kunnas, graphiste
- Stefan Lindfors, designer
- Marita Liulia, artiste multimédia
- Kiba Lumberg, politicien
- Susanna Majuri, photographe
- Saana Murtti, céramiste
- Timo Sarpaneva, designer
- Jaakko Selin, modiste
- Sikke Sumari, restaurateur
- Katja Tukiainen, dessinateur de bandes dessinées
- Tapio Wirkkala, designer

#### Écoles supérieures techniques
- Alvar Aalto, architecte
- Matti Alahuhta, directeur d’entreprise
- Mika Anttonen, propriétaire de St1
- Heikki Castrén, architecte
- Jorma Eloranta, directeur d’entreprise
- Sami Inkinen, fondateur de Trulia
- Jyrki Kasvi, député
- Marjo Matikainen-Kallström, député
- Mårten Mickos, directeur de MySQL
- Jukka Mäkelä, député, maire
- Jorma Ollila, directeur d’entreprise
- Raili Pietilä, architecte
- Reima Pietilä, architecte
- Viljo Revell, architecte
- Eliel Saarinen, architecte
- Risto Siilasmaa, fondateur de F-Secure
- Heikki Siren, architecte
- J. S. Sirén, architecte
- Lars Sonck, architecte
- Tuomo Suntola, inventeur
- Pekka Tarjanne, secrétaire de l'IUT
- Pekka Vennamo, politicien, directeur d’entreprise
- Björn Westerlund, conseiller des mines
- Michael Widenius fondateur de MySQL:n
- Bernhard Wuolle, professeur, ministre
- Tatu Ylönen, développeur de Secure Shell,